# Terremoto de El Tocuyo
El terremoto de El Tocuyo de 1950 fue registrado el 3 de agosto de 1950, a las 17:50 hora local, con epicentro a 18 km de Carache, Venezuela. El sismo habría tenido una magnitud de 6,6 grados, calificándose como uno de los más destructivos del occidente de Venezuela en el siglo XX.
El temblor, fue perceptible en pueblos cercanos al Tocuyo como Guárico, Humocaro Alto, Guarico  y Villanueva provocando reacciones de temor en los habitantes y evacuaciones preventivas. Las consecuencias fueron devastadoras dejando como resultado miles de viviendas e infraestructuras totalmente destruidas, y al menos 15 muertos y 80 heridos.

## Antecedentes históricos
El Tocuyo forma parte de uno de los pueblos más importantes del estado Lara y es la capital del municipio Morán, además de ser uno de los sitios turísticos más visitados por los habitantes de la capital del estado Lara, Barquisimeto. El Tocuyo ha experimentado terremotos devastadores en el pasado. Uno de ellos se registró el 26 de marzo de 1812, causando graves daños en diversas ciudades de Venezuela como Caracas, Barquisimeto, Mérida, San Felipe y El Tocuyo. El sismo con mayor destrucción en El Tocuyo fue registrado el 3 de agosto de 1950, dejando como consecuencia grandes pérdidas millonarias en infraestructuras, y miles de familias sin hogar.

## Detalles y consecuencias inmediatas

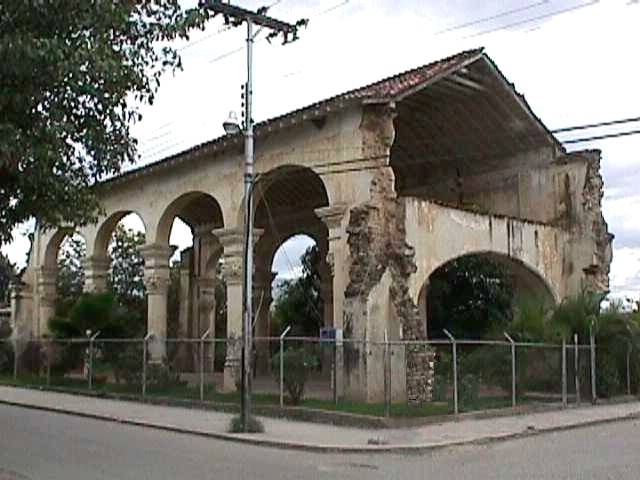
Ruinas de la capilla de Santo Domingo en El Tocuyo.

El epicentro central del terremoto, se produjo específicamente en las áreas comprendidas entre las fallas de Boconó y Carache, teniendo en cuenta, que el sismo se contrasta con el régimen inverso que predomina del lado sureste de la falla de Boconó. Para el año 1950 El Tocuyo tenía una población de 7.746 habitantes aproximadamente, de los cuales la mayoría quedó sin hogar. El sismo dejó como consecuencia 250 casas totalmente destruidas, dos iglesias resultaron con daños leves y tentativamente 700 hogares presentaron deterioros en sus infraestructuras.
El 93% de las casas y edificios se desplomaron y del 7% restante solo el 3% de los hogares quedaron en condiciones de ser habilitados. En el resto de las poblaciones vecinas como Guárico, Humocaro Alto y Guaitó la mitad de los hogares fueron destruidos por el sismo. Según comentarios de una Señora que a su corta edad de 9 años para ese entonces vivía en la población de Guárico afirma que los cerros (montañas) de la cordillera fueron drerrumbados por el fuerte terremoto.

## Muertes y heridos
Las cifras del sismo registrado en El Tocuyo de magnitud 6,6 grados, dejó como consecuencia la pérdida de 15 víctimas y más de 80 heridos, además de miles de hogares y edificaciones derrumbados.

## Situación posterior
Luego del terremoto devastador que sacudió El Tocuyo, las infraestructuras han sido reconstruidas. La cultura se ha convertido en una pieza fundamental para el progreso del pueblo y sus habitantes. Y cada 3 de agosto sus habitantes recuerdan este hecho catastrófico que marcó la historia de la ciudad de El Tocuyo.